# Aspitates inceptaria
Aspitates inceptaria är en fjärilsart som beskrevs av Walker 1862. Aspitates inceptaria ingår i släktet Aspitates och familjen mätare. Inga underarter finns listade i Catalogue of Life.